# Zoila Ugarte de Landívar
Zoila Ugarte de Landívar (còn được biết đến với bút danh Zarelia) (1864-1969) là một nhà văn, nhà báo, nhà viết lách, và nữ quyền người Ecuador. Bà là nhà báo nữ đầu tiên ở Ecuador. Cùng với Hipatia Cárdenas de Bustamante, bà là người bảo vệ chính cho quyền bầu cử của phụ nữ ở Ecuador .
Ugarte sinh ngày 27 tháng 6 năm 1864 tại Quito. Bà bắt đầu làm nhà báo vào cuối những năm 1880. Bà bắt đầu sử dụng bút danh Zarelia trong tờ Tesoro del Hogar hàng tuần, được thành lập bởi Lastenia Larriva de Llona, được xuất bản từ năm 1887 đến 1893. Ngoài ra, vào năm 1911, bà trở thành nữ giám đốc và biên tập viên đầu tiên của tờ báo chính trị La Prensa. Suy nghĩ của Ugarte nghiêng về chủ nghĩa tự do và chủ nghĩa cấp tiến. Năm 1905, bà thành lập tạp chí La Mujer. Đồng thời, bà chỉ đạo Thư viện Quốc gia .
Năm 1922, Ugarte thành lập Hội ánh sáng nữ quyền Pichincha (Sociedad Women'sista Luz del Pichincha); bà cũng từng là chủ tịch của tổ chức. Ngoài ra, bà đã thành lập Trung tâm chống nữ quyền chống đối (Trung tâm chống nữ quyền), một tổ chức bảo vệ quyền bầu cử của phụ nữ sau khi xảy ra tranh cãi sau khi thành lập năm 1929 .
Ugarte qua đời tại Quito vào ngày 16 tháng 11 năm 1969.